# U-Bahn-Linie U11 (Berlin)
|  |  | Bisher kein Abschnitt realisiert |

| U-Bahn-Kopfbahnhof Streckenanfang (Strecke außer Betrieb) (im Tunnel) |  | Hauptbahnhof                 | (Trassenfreihaltung) |
| U-Bahn-Bahnhof (Strecke außer Betrieb) (im Tunnel)                    |  | Naturkundemuseum             | (Trassenfreihaltung) |
| U-Bahn-Bahnhof (Strecke außer Betrieb) (im Tunnel)                    |  | Nordbahnhof                  | (Trassenfreihaltung) |
| U-Bahn-Bahnhof (Strecke außer Betrieb) (im Tunnel)                    |  | Rosenthaler Platz            | (Trassenfreihaltung) |
| U-Bahn-Bahnhof (Strecke außer Betrieb) (im Tunnel)                    |  | Rosa-Luxemburg-Platz         | (Trassenfreihaltung) |
| U-Bahn-Haltepunkt / Haltestelle (Strecke außer Betrieb) (im Tunnel)   |  | Mollstraße                   | (Trassenfreihaltung) |
| U-Bahn-Haltepunkt / Haltestelle (Strecke außer Betrieb) (im Tunnel)   |  | Platz der Vereinten Nationen | (Trassenfreihaltung) |
| U-Bahn-Haltepunkt / Haltestelle (Strecke außer Betrieb) (im Tunnel)   |  | Langenbeckstraße             | (Trassenfreihaltung) |
| U-Bahn-Bahnhof (Strecke außer Betrieb) (im Tunnel)                    |  | Landsberger Allee            | (Trassenfreihaltung) |
| U-Bahn-Haltepunkt / Haltestelle (Strecke außer Betrieb) (im Tunnel)   |  | Franz-Jacob-Straße           | (Trassenfreihaltung) |
| U-Bahn-Haltepunkt / Haltestelle (Strecke außer Betrieb) (im Tunnel)   |  | Weißenseer Weg               | (Trassenfreihaltung) |
| U-Bahn-Haltepunkt / Haltestelle (Strecke außer Betrieb) (im Tunnel)   |  | Vulkanstraße                 | (Trassenfreihaltung) |
| U-Bahn-Haltepunkt / Haltestelle (Strecke außer Betrieb) (im Tunnel)   |  | Genslerstraße                | (Trassenfreihaltung) |
| U-Bahn-Haltepunkt / Haltestelle (Strecke außer Betrieb) (im Tunnel)   |  | Arendsweg                    | (Trassenfreihaltung) |
| U-Bahn-Haltepunkt / Haltestelle (Strecke außer Betrieb) (im Tunnel)   |  | Rhinstraße                   | (Trassenfreihaltung) |
| U-Bahn-Bahnhof (Strecke außer Betrieb) (im Tunnel)                    |  | Bürknersfelde                | (Trassenfreihaltung) |
| U-Bahn-Bahnhof (Strecke außer Betrieb) (im Tunnel)                    |  | Marzahn                      | (Trassenfreihaltung) |
| U-Bahn-Haltepunkt / Haltestelle (Strecke außer Betrieb) (im Tunnel)   |  | Marzahner Promenade          | (Trassenfreihaltung) |
| U-Bahn-Haltepunkt / Haltestelle (Strecke außer Betrieb) (im Tunnel)   |  | Allee der Kosmonauten        | (Trassenfreihaltung) |
| U-Bahn-Haltepunkt / Haltestelle (Strecke außer Betrieb) (im Tunnel)   |  | Ringenwalder Straße          | (Trassenfreihaltung) |
| U-Bahn-Kopfbahnhof Streckenende (Strecke außer Betrieb) (im Tunnel)   |  | Glambecker Ring              | (Trassenfreihaltung) |

Linie U11 ist der Arbeitstitel einer langfristig geplanten Strecke der Berliner U-Bahn.
Gemäß dem Berliner Flächennutzungsplan in der aktualisierten Fassung vom März 2020 werden die benötigten Trassen weiterhin freigehalten, laut Stadtentwicklungsplan Verkehr (StEP) von 2019 sind aber bis zum Jahr 2023 keine konkreten Realisierungen vorgesehen. Dies bedeutet, dass die für den Bau benötigten Flächen bis auf Weiteres nicht durch andere Bauten blockiert werden sollen. In nachgeordneten Phasen der Bauleitplanung wäre die Planung dann verbindlich zu berücksichtigen und die tatsächliche Freihaltung sicherzustellen.
Die Linie U11 würde den mittleren Berliner Osten an den Hauptbahnhof – als den westlichen Endpunkt – anbinden. Der östliche Endpunkt ist am Glambecker Ring im Ortsteil Marzahn konzipiert. Der Gesamtausbau würde rund 15,8 Streckenkilometer mit 21 U-Bahnhöfen umfassen.
Die geplanten Stationen sind: Hauptbahnhof (Stadtbahn, U5), Naturkundemuseum (U6), Nordbahnhof (Nordsüd-S-Bahn), Rosenthaler Platz (U8), Rosa-Luxemburg-Platz (U2), Mollstraße, Platz der Vereinten Nationen, Langenbeckstraße, Landsberger Allee (Ringbahn), Franz-Jacob-Straße, Weißenseer Weg, Vulkanstraße, Genslerstraße, Arendsweg, Rhinstraße, Bürknersfelde (Querung Berliner Außenring, bisher noch kein Bahnhof), Marzahn (Wriezener Bahn), Marzahner Promenade, Allee der Kosmonauten, Ringenwalder Straße und Glambecker Ring. Parallel zur projektierten Trasse verlaufen bereits mehrere Straßenbahnlinien (u. a. M5, M6, M8, 16).
Im März 2023 wurde über ein internes Dokument bekannt, dass die BVG im Rahmen der Zukunftsplanung BVG 2050+ (Arbeitstitel: Expressmetropole Berlin) den bisher geplanten Streckenverlauf als Teil eines möglichen Ausbaus der U4 in Aussicht stellt. Demnach solle die U4 zunächst vom Nollendorfplatz zum Hauptbahnhof weitergeführt werden, von wo aus dann die Linie auf der bisher vorgesehenen Streckenführung der U11 fortgesetzt werden würde. Gemäß dem Koalitionsvertrag von CDU und SPD nach der Wahl zum Abgeordnetenhaus von Berlin 2023 werde zunächst jedoch (parallel zu möglichen Projekten wie der U10 u. ä.) lediglich der Abschnitt von Alexanderplatz bis Marzahn eingehender geprüft.